# Club de Fútbol Sporting Mahonés
Il Club de Fútbol Sporting Mahonés è una società calcistica con sede a Mahón, nelle Isole Baleari, in Spagna.
Gioca nella Segunda División B, la terza serie del campionato spagnolo.
Nasce il 17 luglio 1974 dalla fusione di due squadre della città di Mahón: il Club Deportivo Menorca e la Unión Deportiva Mahón.

## Tornei nazionali
- 1ª División: 0 stagioni
- 2ª División: 0 stagioni
- 2ª División B: 6 stagioni
- 3ª División: 26 stagioni

## Stagioni
| Stagione    | Categoria | Posizione |  |
| ----------- | --------- | --------- |  |
| dal 1974-75 | Regional  | —         |  |
| al 1976-77  | Regional  | —         |  |
| 1977/78     | 3ª        | 14°       |  |
| 1978/79     | 3ª        | 11°       |  |
| 1979/80     | 3ª        | 5°        |  |
| 1980/81     | 3ª        | 4°        |  |
| 1981/82     | 3ª        | 4°        |  |
| 1982/83     | 3ª        | 8°        |  |
| 1983/84     | 3ª        | 6°        |  |
| 1984/85     | 3ª        | 6°        |  |
| 1985/86     | 3ª        | 4°        |  |
| 1986/87     | 3ª        | 1°        |  |
| 1987/88     | 2ªB       | 14°       |  |
| 1988/89     | 2ªB       | 5°        |  |
| 1989/90     | 2ªB       | 8°        |  |
| 1990/91     | 2ªB       | 12°       |  |
| 1991/92     | 2ªB       | 12°       |  |
| 1992/93     | 2ªB       | 19°       |  |

| Stagione | Categoria | Posizione |  |
| -------- | --------- | --------- |  |
| 1993/94  | 3ª        | 6°        |  |
| 1994/95  | 3ª        | 10°       |  |
| 1995/96  | 3ª        | 14°       |  |
| 1996/97  | 3ª        | 10°       |  |
| 1997/98  | 3ª        | 3°        |  |
| 1998/99  | 3ª        | 11°       |  |
| 1999/00  | 3ª        | 5°        |  |
| 2000/01  | 3ª        | 14°       |  |
| 2001/02  | 3ª        | 16°       |  |
| 2002/03  | 3ª        | 14°       |  |
| 2003/04  | 3ª        | 16°       |  |
| 2004/05  | 3ª        | 4°        |  |
| 2005/06  | 3ª        | 4°        |  |
| 2006/07  | 3ª        | 13°       |  |
| 2007/08  | 3ª        | 9°        |  |
| 2008/09  | 3ª        | 2°        |  |
| 2009/10  | 2ªB       | —         |  |